# 윤영덕
윤영덕(尹永德, 1969년 9월 7일~)은 대한민국의 정치인이다. 제21대 국회의원이다.

## 학력
- 용면 용북국민학교 졸업
- 1982~1985: 담양중학교 졸업
- 1985~1988: 담양고등학교 졸업
- 1988~1992: 조선대학교 정치외교학 학사
- 1994~1997: 조선대학교 대학원 정치외교학 석사
- 1999~2005: 베이징대학교 대학원 법학 박사(국제정치학 전공)

## 경력
- 1991년 1월~1991년 12월 조선대학교 총학생회장
- 2006년 12월~2011년 11월 전남대학교 5·18연구소 학술연구교수
- 2012년 6월~2013년 8월 조선대학교 정치외교학과 초빙객원교수
- 참여자치21 지방자치위원장
- 2016년 2월~2017년 2월 광주로 지역공공정책연구소장
- 2017년 7월~2019년 5월 청와대 대통령비서실 민정비서관실 행정관
- 2019년 7월: 조선대학교 대외협력외래교수
- 2019년 9월 조선대학교 정치외교학과 초빙객원교수
- 2020년 4월 15일: 대한민국 제21대 국회의원 선거 당선(광주 동구·남구 갑, 더불어민주당, 초선)
- 2020년 5월~2024년 5월 더불어민주당 광주광역시당 동구·남구 갑 지역위원회 위원장
- 2021년 4월~2022년 3월 더불어민주당 원내부대표
- 2022년 9월~2024년 2월 더불어민주당 다문화위원회 위원장
- 2023년 9월~2024년 2월 더불어민주당 원내대변인
- 2024년 2월~2024년 5월 더불어민주연합 대표 겸 원내대표

### 의정 활동
- 2020년 5월 30일~2024년 5월 29일: 제21대 국회의원(광주 동구·남구 갑, 더불어민주당→무소속→더불어민주연합→더불어민주당, 초선)
  - 2020년 6월~2021년 6월 제21대 국회 전반기 교육위원회 위원
  - 2021년 4월~2022년 3월 제21대 국회 전반기 국회운영위원회 위원
  - 2021년 6월~2021년 6월 제21대 국회 전반기 행정안전위원회 위원
  - 2021년 6월~2021년 11월 제21대 국회 전반기 교육위원회 위원
  - 2021년 11월~2021년 12월 제21대 국회 전반기 외교통일위원회 위원
  - 2021년 12월~2022년 5월 제21대 국회 전반기 교육위원회 위원
  - 2022년 7월~2024년 1월 제21대 국회 후반기 정무위원회 위원
  - 2022년 7월~2023년 5월 제21대 국회 후반기 예산결산특별위원회 위원
  - 2023년 10월~2024년 3월 제21대 국회 후반기 국회운영위원회 위원
  - 2024년 1월~2024년 5월 제21대 국회 후반기 기획재정위원회 위원

## 전과
- 특수공무집행방해, 특수공무집행방해치상, 일반교통방해, 집회및시위에관한법률위반, 화염병사용등의처벌에관한법률위반, 공연법위반, 영화법위반: 징역 3년, 집행유예 5년 - 1994년 6월 30일 선고[1]
- 도로교통법위반(음주운전): 벌금 1,000,000원 - 2010년 1월 29일 선고[1]

## 역대 선거 결과
| 실시년도 | 선거   | 대수 | 직책     | 선거구            | 정당         | 득표수   | 득표율          | 순위 | 당락 | 비고 |
| -------- | ------ | ---- | -------- | ----------------- | ------------ | -------- | --------------- | ---- | ---- | ---- |
| 2020년   | 총선   | 21대 | 국회의원 | 광주 동구·남구 갑 | 더불어민주당 | 71,626표 | \| \| 77.23% \| | 1위  |      | 초선 |
|          | 77.23% |      |          |                   |              |          |                 |      |      |      |

## 소속 정당
| 소속 정당 | 소속 정당      | 소속 기간 | 비고      |
| --------- | -------------- | --------- | --------- |
|           | 더불어민주당   | 2019~2024 | 정계 입문 |
|           | 무소속         | 2024      | 탈당      |
|           | 더불어민주연합 | 2024      | 창당      |
|           | 더불어민주당   | 2024~현재 | 합당      |

## 같이 보기
- 동구·남구 갑
- 광주 동구의 국회의원
- 광주 남구의 국회의원